# 緑の募金による森林整備等の推進に関する法律
緑の募金による森林整備等の推進に関する法律（みどりのぼきんによるしんりんせいびとうのすいしんにかんするほうりつ、平成7年5月8日法律第88号）は、緑の募金を通じて、森林整備等に係る活動の円滑化を図ることに関する日本の法律である。
法令上の目的としては、緑の募金の健全な発展を図るために必要な措置を定めること等により、国民、事業者およびこれらの者の組織する民間の団体が行う森林整備等に係る自発的な活動等の円滑化を図り、もって日本における森林の整備および緑化の推進並びにこれらに係る国際協力の推進に資することが謳われている（第1条）。

## 構成
- 第一章　総則（第1条―第4条）
- 第二章　都道府県緑化推進委員会（第5条―第12条）
- 第三章　国土緑化推進機構（第13条―第15条）
- 第四章　緑の募金（第16条―第23条）
- 第五章　雑則（第24条―第26条）
- 附則